# 暗影蜘蛛人 (電視劇)
《暗影蜘蛛人》（英語：Spider-Noir）是一部2026年美國黑色超級英雄網絡劇，改編自大衛·海因、法布里斯·薩波爾斯基、卡梅·迪喬多梅尼科及馬可·朱爾傑維奇共同創作的漫威漫畫同名角色。該劇由歐倫·耶齊爾和史蒂夫˙萊福特開發及擔任節目統籌，索尼影業電視、洛德米勒製片公司、帕斯卡影業和亞馬遜米高梅工作室聯合製作，尼可拉斯·凱吉領銜主演。
該劇預定2026年率先於MGM+首播，之後全球上線Prime Video，共8集。劇集屬於「索尼影業蜘蛛人宇宙」之一。

## 劇情
故事講述一位年邁、落魄的私家偵探，被迫面對自己作為城市內唯一的超級英雄的過去。

## 演員及角色

### 主要角色
- 尼可拉斯·凱吉飾演暗影蜘蛛人（Spider-Man Noir）

年老、頭髮灰白的蜘蛛人，是個落魄的私家偵探和超級英雄，來自一個以1930年代紐約市為背景的多元宇宙。
- 拉蒙尼·莫里斯（英语：Lamorne Morris）飾演羅比·羅伯森（英语：Robbie Robertson (character)）

勤奮的記者，追求更具風險的報導以吸引讀者注意來發展自己的事業。
- 布蘭頓·葛利森飾演紐約黑幫老大。
- 李麗君（英语：Li Jun Li）飾演紐約一家夜總會的歌手。
- 亞伯拉罕·珀普拉（Abraham Popoola）飾演一名尋找「出人頭地機會」的第一次世界大戰老兵。
- 傑克·休斯頓飾演保鑣。
- 凱倫·羅德里奎茲（Karen Rodriguez）

### 常設角色
- 盧卡斯·哈斯飾演紐約黑幫老大的下屬。

此外，卡麥隆·布瑞頓、凱瑞·克里斯多福（Cary Christopher）、麥可·卡斯洛夫、史考特·麥克阿瑟、喬·馬辛吉爾（Joe Massingill）、惠特尼·賴斯（Whitney Rice）、艾曼達·舒爾、安德魯·考德威爾、艾咪·艾奎諾和安德魯·羅賓森出演未公布的常設角色。

### 客串角色
- 凱·卡斯特（Kai Caster）

## 製作

### 開發
2019年3月，索尼影視娛樂的董事長兼執行長托尼·文西奎拉表示，索尼的蜘蛛人相關角色共享宇宙「索尼影業蜘蛛人宇宙」將透過索尼影業電視開發一系列改編自漫威漫畫角色的電視劇。4月，菲爾·洛德與克里斯多福·米勒在參與製作《蜘蛛人：新宇宙》後與索尼影業電視簽署一份協議，為索尼開發多部電視劇，其中包括改編自漫威的電視劇，可能包含《蜘蛛人：新宇宙》中的角色的真人版電視劇。部分企劃將與《蜘蛛人系列電影》的常任製片人艾米·帕斯卡聯合製作。2020年9月，索尼正在與Prime Video進行洽談，索尼希望Prime Video成為自家漫威電視劇的串流媒體發行商。
2023年2月，索尼影視電視宣布將為MGM+和Prime Video製作一部改編自暗影蜘蛛人的電視劇。該劇將由歐倫·耶齊爾、洛德、米勒和帕斯卡共同開發兼擔任執行製片人，耶齊爾則負責編寫劇本。12月，亞馬遜米高梅工作室聘請史蒂夫˙萊福特擔任聯合節目統籌，並與耶齊爾共同擔任執行製片人。萊福特此前曾擔任漫威Netflix系列電視劇《制裁者》的節目統籌。2024年5月，亞馬遜正式訂購劇集，並將其命名為《暗影》（Noir），哈利·布萊德比爾和恩星荷·史都華（Nzingha Stewart）將擔任導演，而布萊德比爾亦擔任前兩集的執行製片人。帕麗娜·哈托皮斯（Pavlina Hatoupis）、阿迪亞·蘇德（Aditya Sood）和丹·希爾（Dan Shear）也是該劇的執行製片人，該劇將由索尼影視電視、洛德米勒製片公司和帕斯卡影業聯合製作。7月，為了突出劇集與蜘蛛人宇宙的聯繫，該劇更名為《暗影蜘蛛人》（Spider-Noir）。據透露該劇共8集，每集約45分鐘。12月，據報導索尼將停止開發更多的「索尼影業蜘蛛人宇宙」電影，目的是專注開發其他企劃，例如《暗影蜘蛛人》。

### 選角
2023年5月，洛德和米勒表示，尼可拉斯·凱吉可能會在該劇飾演主角暗影蜘蛛人。此前，凱吉曾在《蜘蛛人：新宇宙》中為該角色進行配音。凱吉於2024年2月進行洽談，並於5月確認出演。7月，拉蒙尼·莫里斯、布蘭頓·葛利森、李麗君和亞伯拉罕·珀普拉（Abraham Popoola）參與演出。9月，傑克·休斯頓、凱倫·羅德里奎茲（Karen Rodriguez）、盧卡斯·哈斯、卡麥隆·布瑞頓、凱瑞·克里斯多福（Cary Christopher）、麥可·卡斯洛夫、史考特·麥克阿瑟、喬·馬辛吉爾（Joe Massingill）、惠特尼·賴斯（Whitney Rice）和艾曼達·舒爾參與演出。11月，安德魯·考德威爾參與演出。2025年2月，艾咪·艾奎諾和安德魯·羅賓森參與演出。3月，據透露凱·卡斯特（Kai Caster）將客串出演。

### 拍攝
該劇於2024年8月在洛杉磯展開主要攝影，工作標題為「老派」（Old Fashioned），並由《企鵝人》的攝影師達蘭·蒂爾南（Darran Tiernan）負責拍攝。葛利森在10月初已開拍部分場景。2025年1月，由於南加州發生山火，拍攝工作暫時中止。拍攝最初預計持續到2025年2月。拍攝工作最終於2025年3月中殺青。該劇為了捕捉1930年代早期黑色電影的真實風格，使用了黑白攝影機進行拍攝。

## 發行
《暗影蜘蛛人》預定2026年率先於MGM+首播，之後全球上線Prime Video。該劇共8集，預計將推出黑白和彩色版本。

## 資料來源
1. ↑  Low, Elaine. . Variety. 2019-03-12  [2019-03-23]. （原始内容存档于2019-03-22）.
2. ↑  Kim, Brendan. . Screen Rant. 2021-08-24  [2021-08-24]. （原始内容存档于2021-08-24）.
3. ↑  Goldberg, Lesley. . The Hollywood Reporter. 2019-04-29  [2019-05-05]. （原始内容存档于2019-04-30）.
4. ↑  Andreeva, Nellie. . Deadline Hollywood. 2020-09-03  [2020-09-12]. （原始内容存档于2020-09-04）.
5. 1 2  Otterson, Joe. . Variety. 2023-02-09  [2023-02-09]. （原始内容存档于2023-02-09）.
6. 1 2  Otterson, Joe. . Variety. 2023-12-04  [2023-12-04]. （原始内容存档于2023-12-04）.
7. 1 2 3 4  Petski, Denise. . Deadline Hollywood. 2024-05-14  [2024-05-14]. （原始内容存档于2024-05-14）.
8. ↑   (PDF). Worldwide Production Agency.   [2025-04-30]. （原始内容存档 (PDF)于2025-04-30）.
9. 1 2  Vlessing, Etan. . The Hollywood Reporter. 2024-09-18  [2024-09-18]. （原始内容存档于2024-09-18）.
10. ↑  Grobar, Matt. . Deadline Hollywood. 2023-03-22  [2024-09-18]. （原始内容存档于2023-03-22）.
11. ↑   (PDF). Independent Artist Group.   [2024-10-28]. （原始内容存档 (PDF)于2025-02-21）.
12. 1 2  Andreeva, Nellie. . Deadline Hollywood. 2024-07-09  [2024-07-09]. （原始内容存档于2024-07-09）.
13. 1 2 3  Orlean, Susan. . The New Yorker. 2024-07-08  [2024-10-02]. （原始内容存档于2024-07-08）.
14. ↑  Gonzalez, Umberto. . TheWrap. 2024-12-10  [2024-12-12]. （原始内容存档于2024-12-11）.
15. ↑  Oddo, Marco Vito. . Collider. 2023-05-24  [2023-05-24]. （原始内容存档于2023-05-25）.
16. ↑  Low, Elaine. . The Ankler. 2024-02-16  [2024-02-26]. （原始内容存档于2024-02-27）.
17. ↑  Otterson, Joe. . Variety. 2024-07-09  [2024-07-09]. （原始内容存档于2024-07-09）.
18. ↑  Andreeva, Nellie. . Deadline Hollywood. 2024-07-19  [2024-07-19]. （原始内容存档于2024-07-19）.
19. ↑  Petski, Denise. . Deadline Hollywood. 2024-07-31  [2024-07-31]. （原始内容存档于2024-07-31）.
20. ↑  Cordero, Rosy. . Deadline Hollywood. 2024-09-10  [2024-09-10]. （原始内容存档于2024-09-10）.
21. ↑  Otterson, Joe. . Variety. 2024-09-25  [2024-09-25]. （原始内容存档于2024-09-25）.
22. ↑  Cordero, Rosy. . Deadline Hollywood. 2024-11-13  [2024-11-14]. （原始内容存档于2024-11-14）.
23. ↑  Cordero, Rosy. . Deadline Hollywood. 2025-02-05  [2025-02-05]. （原始内容存档于2025-02-05）.
24. ↑  Cordero, Rosy. . Deadline Hollywood. 2025-03-17  [2025-03-17]. （原始内容存档于2025-03-17）.
25. ↑  Canfield, David. . Vanity Fair. 2024-08-12  [2024-08-12]. （原始内容存档于2024-08-12）.
26. 1 2  Andreeva, Nellie. . Deadline Hollywood. 2025-01-13  [2025-01-21]. （原始内容存档于2025-01-18）.
27. 1 2  Freitag, Lee. . Comic Book Resources. 2025-02-05  [2025-03-15]. （原始内容存档于2025-03-16）.
28. ↑  Kauss, Samar. . www.samarkauss.com.   [2025-03-15]. （原始内容存档于2024-10-14）.
29. ↑  Blevins, Adam. . Collider. 2024-10-01  [2024-10-03]. （原始内容存档于2024-10-02）.
30. 1 2  Treese, Tyler. . ComingSoon.net. 2025-03-14  [2025-03-15]. （原始内容存档于2025-03-15）.
31. ↑  Schwartz, Ryan. . TVLine. 2024-07-09  [2024-07-09]. （原始内容存档于2024-07-09）.
32. 1 2  Moreau, Jordan. . Variety. 2025-05-12  [2025-05-13]. （原始内容存档于2025-05-13）.

## 外部連結
- 互联网电影数据库（IMDb）上《暗影蜘蛛人》的资料（英文）